# ジョアンナ・パクラ

ジョアンナ・パクラ （Joanna Pacula, 1957年1月2日 - ）は、ポーランド・タマソワ出身の女優。

## 来歴
ワルシャワで演技の勉強をし、シェイクスピア劇などの舞台に立つ。パリに移った時に映画監督のロマン・ポランスキーと知り合う。
1982年にアメリカに移住し、モデルとしても活躍。ホラー作品『キッス』でヒロインを付け狙う魔性の女の主役を演じて日本でも注目され、1984年にウィリアム・ハート主演の『ゴーリキー・パーク』で高い評価を得た。その後、ヨーロッパに渡ってイタリア映画などに出演する。1993年の『プライベート・レッスン』ではSMAPの稲垣吾郎と共演した。
近年はB級映画やテレビ作品に出演している。

## 主な出演作品
- ゴーリキー・パーク Gorky Park（1983年）
- キッス The Kiss（1990年）
- 死の標的 Marked for Death（1990年）
- 金曜日の別荘で La Villa del venerdì（1991年）
- 夫たち、妻たち Husbands and Wives（1992年）
- プライベート・レッスン Private Lessons II（1993年）
- トゥームストーン Tombstone（1993年）
- 羊たちの沈没 Il Silenzio dei Prosciutti（1994年）
- 殺しの前に口づけを Every Breath（1994年）
- ヴァイラス Virus（1999年）
- ディノクロコ Dinocroc（2004年）
- チャック・ノリス in 地獄の銃弾 The Cutter（2005年）